# Dean (orkaan)
| Top 10 krachtigste orkanen in het Atlantisch bassin gemeten naar luchtdruk. | Top 10 krachtigste orkanen in het Atlantisch bassin gemeten naar luchtdruk. | Top 10 krachtigste orkanen in het Atlantisch bassin gemeten naar luchtdruk. | Top 10 krachtigste orkanen in het Atlantisch bassin gemeten naar luchtdruk. |
| Rang                                                                        | Orkaan                                                                      | Seizoen                                                                     | Minimale druk in mbar (hPa)                                                 |
| --------------------------------------------------------------------------- | --------------------------------------------------------------------------- | --------------------------------------------------------------------------- | --------------------------------------------------------------------------- |
| 1                                                                           | Wilma                                                                       | 2005                                                                        | 882                                                                         |
| 2                                                                           | Gilbert                                                                     | 1988                                                                        | 888                                                                         |
| 3                                                                           | "Labour Day"                                                                | 1935                                                                        | 892                                                                         |
| 4                                                                           | Rita                                                                        | 2005                                                                        | 895                                                                         |
| 5                                                                           | Allen                                                                       | 1980                                                                        | 899                                                                         |
| 6                                                                           | Katrina                                                                     | 2005                                                                        | 902                                                                         |
| 7                                                                           | Camille                                                                     | 1969                                                                        | 905                                                                         |
| 7                                                                           | Mitch                                                                       | 1998                                                                        | 905                                                                         |
| 9                                                                           | Dean                                                                        | 2007                                                                        | 906                                                                         |
| 10                                                                          | Maria                                                                       | 2017                                                                        | 908                                                                         |
| Bron: Amerikaans departement van Handel                                     |                                                                             |                                                                             |                                                                             |

Orkaan Dean, een orkaan van het Kaapverdische type, is de vierde gedoopte (sub)tropische cycloon, de derde tropische depressie, de derde tropische storm, de eerste orkaan en de eerste majeure orkaan van het Atlantisch orkaanseizoen 2007. Orkaan Dean bereikte op 21 augustus de vijfde categorie en enkele uren later daalde zijn centrale luchtdruk tot 909 hPa, waardoor Dean in de top 10 van krachtigste orkanen in het Atlantisch bassin, gemeten naar luchtdruk werd.

## Cyclogenese en beloop

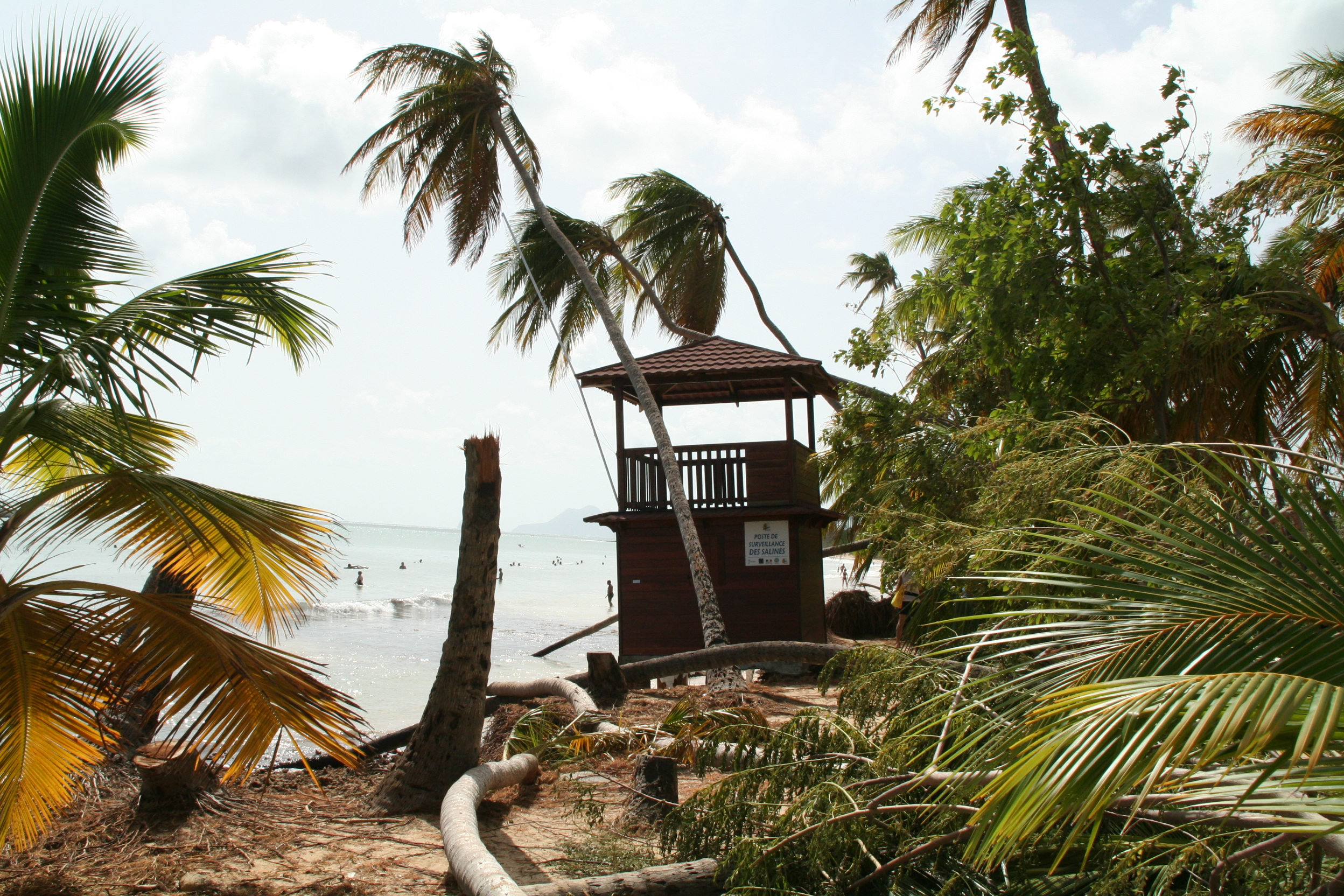
Het strand van Martinique op 19 augustus, nadat orkaan Dean was gepasseerd.

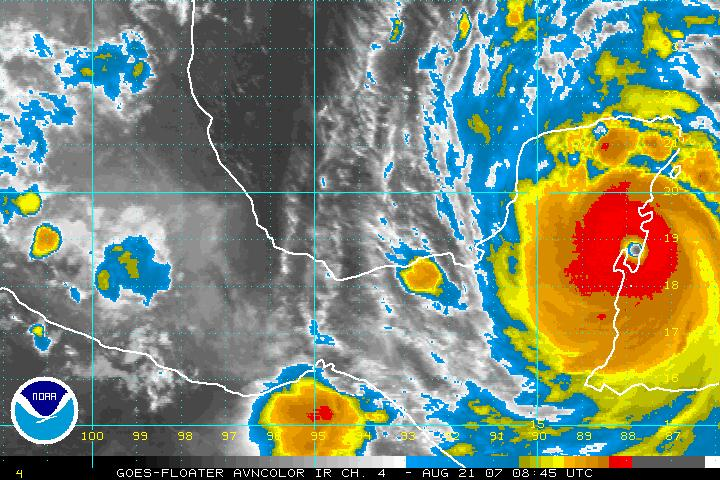
Infraroodbeeld van orkaan Dean als orkaan van de vijfde categorie op 21 augustus, vlak na zijn landing in Quintana Roo.

Op 11 augustus vertrok een krachtige tropische golf van de Afrikaanse kust westwaarts en ging gepaard met verspreide, ongeorganiseerde onweersbuien. Boven de Atlantische Oceaan waren de atmosferische omstandigheden gunstig voor een langzame, verdere ontwikkeling. Op 12 augustus ontwikkelde zich binnen de tropische golf een lagedrukgebied, maar sterke oostelijke schering op grote hoogte verhinderde voorlopig verdere organisatie. Dit veranderde op 13 augustus, toen het lagedrukgebied op 835 km ten zuidwesten van de archipel Kaapverdië promoveerde tot tropische depressie 4 en was daarmee de eerste tropische cycloon van het Kaapverdische type van dit seizoen.

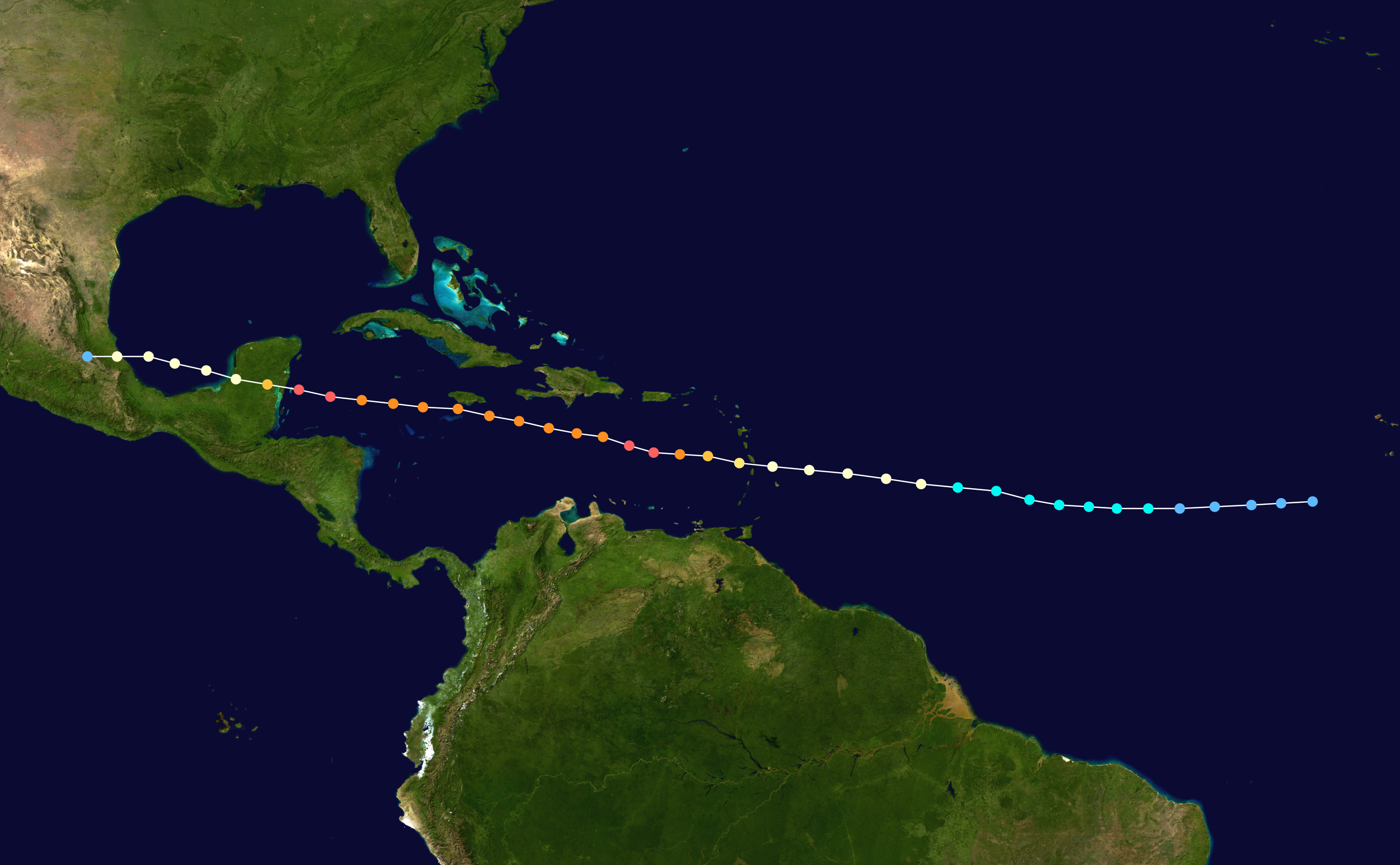
Deans koers

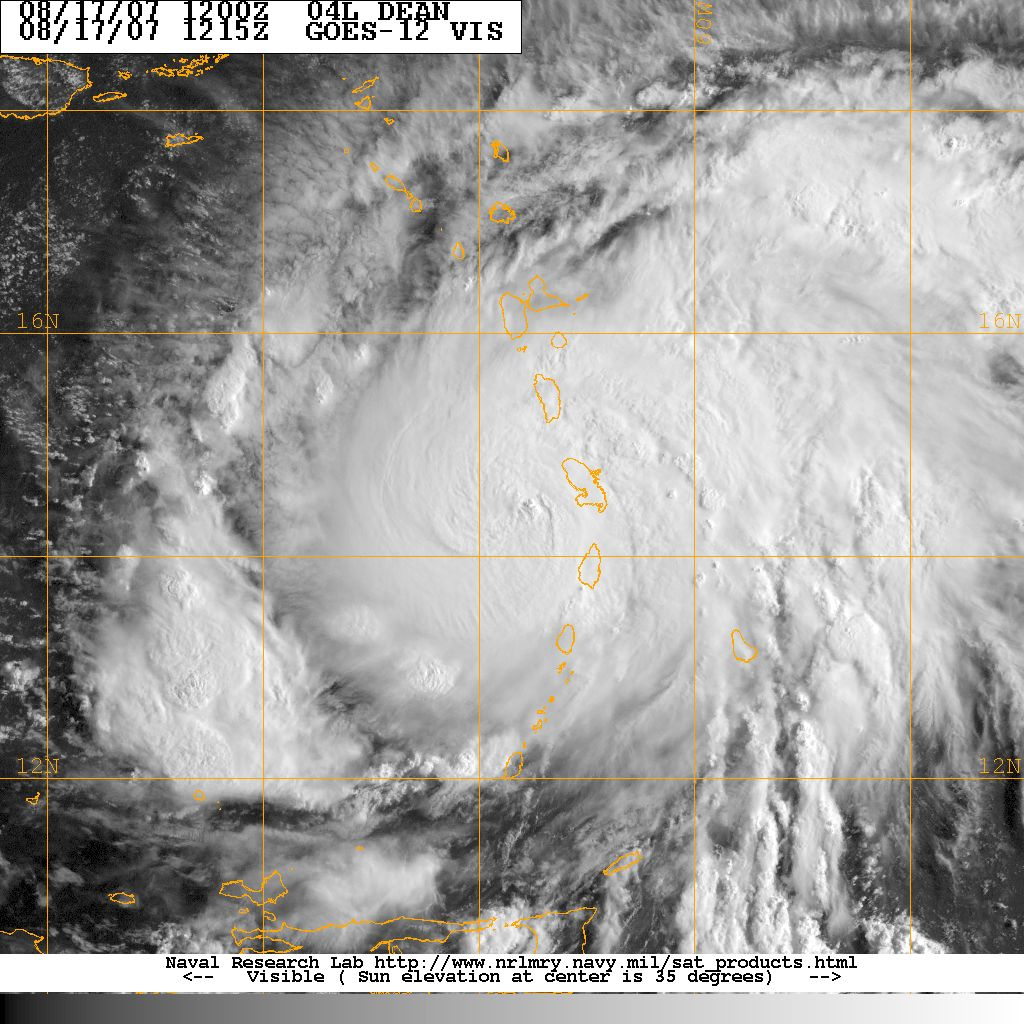
Dean vlak na zijn passage door het Saint-Luciakanaal op 17 augustus. Dean ging hier gepaard met windsnelheden tot 167 km/uur en een minimale druk van 970 hPa.

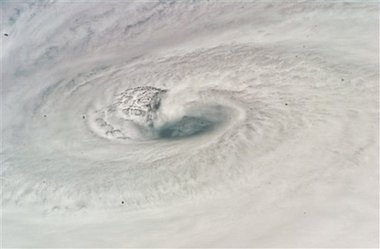
Deans oog, zoals waargenomen vanuit de Spaceshuttle Endeavour op 18 augustus.

Aanvankelijk had de oostelijke schering de diepe convectie aan de westflank van tropische depressie 4 geblazen, maar zij stoomde aan de zuidflank van het Azorenhoog snel westwaarts in de richting van warm zeewater en weg van de schering, waardoor niets nog een spoedige ontwikkeling in de weg stond. Op 14 augustus promoveerde tropische depressie 4 tot tropische storm Dean. Dean nam in structuur en organisatie toe, ondanks het feit, dat er wat drogere, stabielere lucht aan zijn noordflank zijn circulatie binnendrong. Dean vertoonde op 15 augustus spiraalbanden en nam gestaag in kracht toe; de spiraalbanden organiseerden zich rond het zich vormende oog van Dean en vormden een oogrok. De promotie tot orkaan op 16 augustus liet dan ook niet op zich wachten. Vervolgens ontwikkelde Deans uitstoot tot een goed georganiseerd patroon, hetgeen gunstig is voor verdere krachtstoename.
Op 17 augustus passeerde Dean door het Saint-Luciakanaal, tussen Saint Lucia en Martinique. Op Sint Lucia verdronk een man, die een koe wilde redden in een kolkende rivier tijdens de passage van Dean en op Martinique verdronken een vrouw met haar zoontje. Dean kwam boven het oosten van de Caribische Zee onder net iets minder gunstige omstandigheden; aan zijn westflank drong drogere lucht zijn circulatie binnen en er stak een heel lichte oostelijke schering op. Toch kon dat Dean niet verhinderen verder aan kracht en in organisatie toe te nemen. Enkele uren later trof een verkenningsvliegtuig Dean aan met windsnelheden tot 204 km/uur en een minimale druk van 961 hPa en daarmee was Dean de eerste majeure orkaan van het seizoen. Op 18 augustus bereikte Dean de vierde categorie en koerste naar Jamaica, ten zuiden waarvan hij in de avond en nacht van 19 en 20 augustus passeerde. Daarna trok Dean richting Quintana Roo en Belize.
Hij bereikte op 21 augustus de vijfde categorie en zijn (voorlopig) hoogtepunt met windsnelheden tot 269 km/uur, windstoten tot 324 km/uur en een minimale druk van 906 hPa. Met deze intensiteit landde Dean op 21 augustus op 65 km ten oostnoordoosten van Chetumal. Daarna vulde hij zich snel op en nam in kracht af tot de tweede categorie. Dat een orkaan met de intensiteit van de vijfde categorie landt, gebeurt maar zelden. Het recentste voorbeeld is Andrew uit 1992. Boven land nam Dean snel in kracht af en degradeerde tot de eerste categorie, toen hij dezelfde dag de Baai van Campeche bereikte. Boven de baai van Campeche wakkerde Dean op 22 augustus opnieuw aan tot de tweede categorie windsnelheden tot 157 km/uur, windstoten tot 194 km/uur en een minimale druk van 979 hPa. Anderhalf uur later landde Dean nabij Tecolutla in Veracruz op 65 km ten zuidzuidoosten van Tuxpan de Rodríguez Cano met windsnelheden van 160 km/uur als orkaan van de tweede categorie en boette boven land spoedig in kracht in. Enkele uren later degradeerde Dean tot tropische storm. Op 23 augustus degradeerde Dean tot tropische depressie boven de Sierra Madre Occidental.

## Chronologie

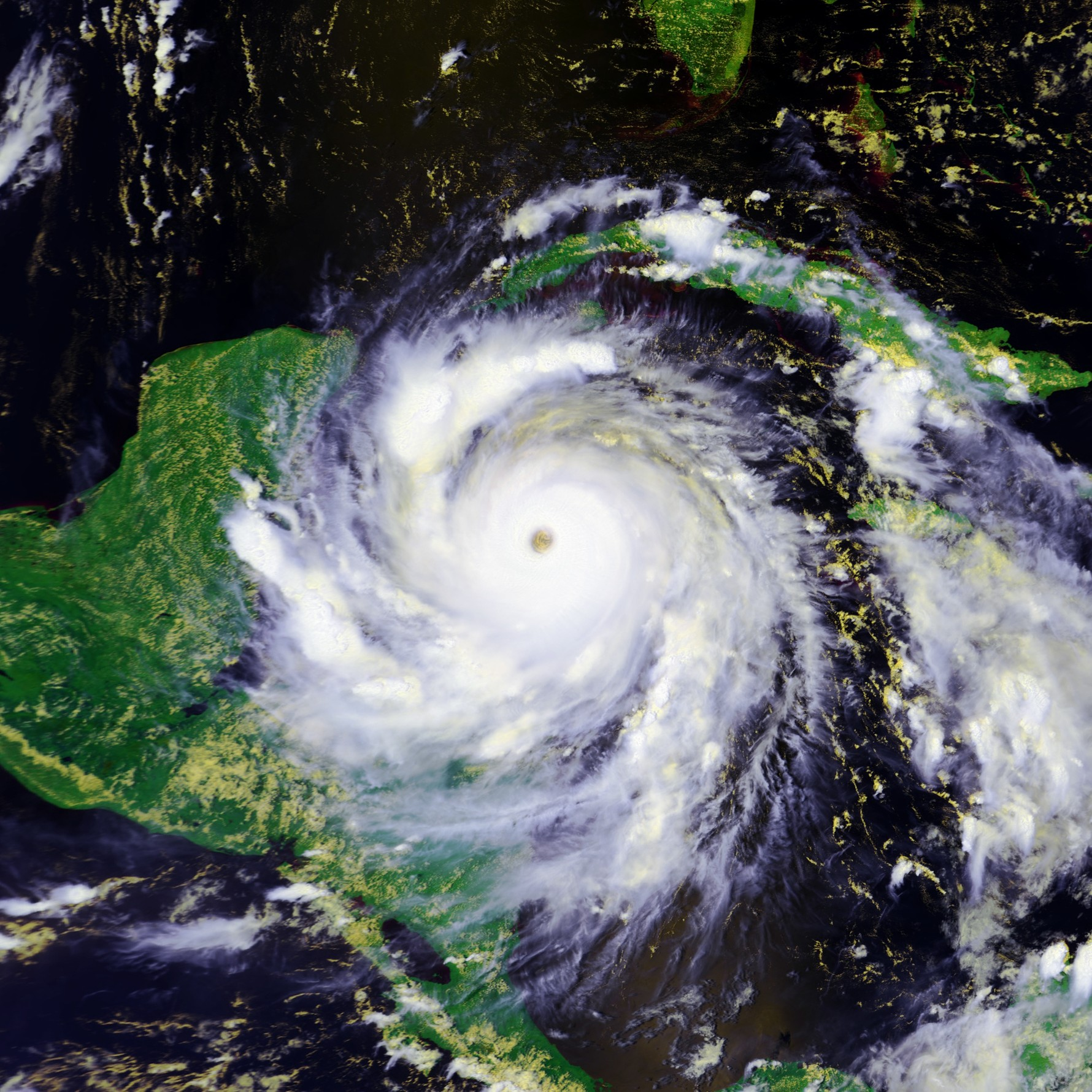
Dean op 20 augustus, enkele uren voordat hij de vijfde categorie bereikte.

Bij cyclogenesis, promotie tot tropische storm en orkaan, staat de naam van de cycloon vet gedrukt. Landingen, majeure status en de vijfde categorie zijn geheel vet gedrukt.

### Augustus
13 augustus
- 15h00 UTC Tropische depressie 4 ontstaat op 840 km ten westzuidwesten van het zuidelijkste eiland van Kaapverdië.

14 augustus
- 15h00 UTC Tropische depressie 4 promoveert tot tropische storm Dean.

16 augustus
- 03h00 UTC Tropische storm Dean promoveert tot orkaan Dean en is daarmee de eerste orkaan van het seizoen.
- 21h00 UTC Orkaan Dean bereikt de tweede categorie op de schaal van Saffir en Simpson.

17 augustus
- 17h15 UTC Een verkenningsvliegtuig treft Dean aan met windsnelheden tot 204 km/uur en een minimale druk van 961 hPa. Daarmee is Dean de eerste majeure orkaan van dit seizoen.

18 augustus
- 00h00 UTC Orkaan Dean promoveert tot de vierde categorie.

21 augustus
- 00h35 UTC Orkaan Dean promoveert tot de vijfde categorie.
- 08h30 UTC Orkaan Dean landt op 65 km ten oostnoordoosten van Chetumal in Mexico met windsnelheden van 269 km/uur, windstoten tot 324 km/uur en een minimale druk van 906 hPa.

22 augustus
- 15h00 UTC Nadat Dean tot de eerste categorie gedegradeerd was, wakkert hij opnieuw aan tot de tweede categorie.
- 16h30 UTC Orkaan Dean landt voor de tweede keer nabij Tecolutla in Veracruz op 65 km ten zuidzuidoosten van Tuxpan de Rodríguez Cano met windsnelheden van 160 km/uur als orkaan van de tweede categorie.
- 16h30 UTC Orkaan Dean degradeert tot tropische storm.

23 augustus
- 03h00 UTC Tropische storm Dean degradeert tot tropische depressie Dean.